# W niemieckim domu
W niemieckim domu (niem. Deutsches Haus) – niemiecko-polski miniserial telewizyjny emitowany w 2023 roku. Serial jest adaptacją powieści Annette Hess o tym samym tytule. Liczył 5 odcinków. Zdjęcia kręcono w Zabrzu, Katowicach, Krakowie i Oświęcimiu.

## Treść
Rok 1963. Ewa Bruhns jest tłumaczką języka polskiego pracującą we Frankfurcie nad Menem. Równocześnie wraz z rodzicami, prowadzą restaurację "Niemiecki Dom". Tuż przed zaręczynami otrzymuje propozycję tłumaczenia w sądzie podczas drugiego procesu oświęcimskiego. Jej rodzina i narzeczony są temu zdecydowanie przeciwni. Ewa, która nigdy wcześniej nie słyszała o Auschwitz-Birkenau, decyduje się jednak przyjąć tę pracę. Dopiero w trakcie wykonywania tej pracy pojmuje rozmiary nazistowskich zbrodni. Równocześnie odkrywa, że także jej rodzina była uwikłana w te zbrodnie.

## Obsada
| Postać serialu     | Odtwórca roli       | Odcinek |
| ------------------ | ------------------- | ------- |
| Eva Bruhns         | Katharina Stark     | 1–5     |
| Edith Bruhns       | Anke Engelke        | 1–5     |
| Ludwig Bruhns      | Hans-Jochen Wagner  | 1–5     |
| Annegret Bruhns    | Ricarda Seifried    | 1–5     |
| Stefan Bruhns      | Ares Kloß           | 1–5     |
| Jürgen Schoormann  | Thomas Prenn        | 1–5     |
| Hans Kübler        | Max von der Groeben | 1–5     |
| Wilhelm Boger      | Heiner Lauterbach   | 1–5     |
| Hans Hofmeyer      | Uwe Preuss          | 1–5     |
| Paul Kraft         | Artur Janusiak      | 1–5     |
| Dr. Rachel Cohen   | Iris Berben         | 1–2     |
| Walther Schoormann | Henry Hübchen       |         |
| Sissi Schmidt      | Alice Dwyer         |         |
| Robert Mulka       | Martin Horn         |         |
| Dr. Fritz Jerichow | Sabin Tambrea       |         |
| Josef Klehr        | Bernhard Leute      |         |
| Fritz Bauer        | Thomas Bading       |         |